# Безансон
Безансо́н (фр. Besançon; классич. лат. Bysantium; ср.-век. лат. Vesuntio, Vesontio; нем. Bisanz) — город на востоке Франции, у меандра реки Ду, административный центр департамента Ду и региона Франш-Конте. Машиностроение, часовая, текстильная и швейная промышленность. В 2013 году численность населения составила 116 952 жителей.

## История
В древности назывался Vesontio и в качестве центра галльского племени секванов был взят в 58 году до н. э. Юлием Цезарем. C IV века известны безансонские епископы, которые со временем стали архиепископами и взяли управление городом в свои руки. Вплоть до 1654 года он оставался вольным городом в составе Священной Римской империи. 

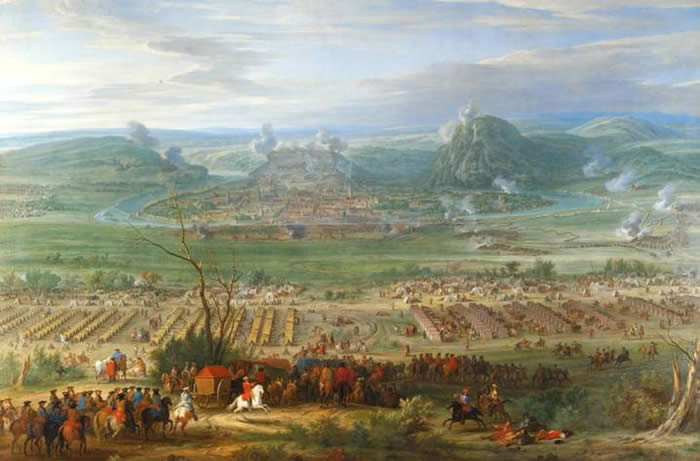
Осада Безансона Людовиком XIV в 1674 году

Безансон сильно поднялся при Габсбургах, когда один из местных жителей, кардинал Гранвела, заправлял внешней политикой империи. По итогам Тридцатилетней войны перешёл к французам и был по приказу Людовика XIV основательно укреплён Вобаном. Строительство грандиозной крепости заняло 30 лет; в 1814 году её обстреляли австрийцы, однако в целом творение Вобана дошло до наших дней в хорошей сохранности.
В 1676 году сюда были переведены из Доля органы управления Франш-Конте. В 1671 году в Безансон переехал из Доля университет Франш-Конте, открытый ещё в XV веке как «университет Двух Бургундий».
В конце XVIII века беженцы из Швейцарии заложили основы часовой промышленности Безансона. В XIX веке город считался довольно крупным промышленным центром. В 1871 году произошло восстание известеное как Безансонская коммуна.
Здесь родились поэт Виктор Гюго, социалисты Фурье и Прудон, а также братья Люмьер. Стендаль поместил в Безансоне часть действия романа «Красное и чёрное».
В 1960-е годы застраивался наиболее плотно заселённый район современного города — Плануаз.

## Климат
| Показатель                    | Янв.  | Фев.  | Март | Апр. | Май   | Июнь  | Июль | Авг. | Сен.  | Окт.  | Нояб. | Дек.  | Год    |
| ----------------------------- | ----- | ----- | ---- | ---- | ----- | ----- | ---- | ---- | ----- | ----- | ----- | ----- | ------ |
| Абсолютный максимум, °C       | 16,8  | 21,7  | 24,8 | 29,1 | 32,2  | 34,6  | 40,3 | 38,3 | 33,5  | 30,1  | 23    | 20,8  | 40,3   |
| Средний суточный максимум, °C | 5     | 7     | 11   | 14,3 | 19    | 21,9  | 24,8 | 24,6 | 20,7  | 15,4  | 8,9   | 5,8   | 14,9   |
| Средняя температура, °C       | 2,1   | 3,1   | 6,7  | 9,7  | 15,2  | 17,9  | 20   | 20,2 | 16,9  | 13,4  | 8,8   | 4,1   | 11,5   |
| Средний суточный минимум, °C  | −0,8  | 0     | 2,5  | 4,5  | 8,7   | 11,7  | 13,9 | 13,6 | 10,6  | 7     | 2,4   | 0,3   | 6,2    |
| Абсолютный минимум, °C        | −20,7 | −20,6 | −14  | −5,2 | −2,4  | 2,1   | 4,5  | 3,4  | −0,1  | −6,1  | −11,3 | −19,3 | −20,7  |
| Норма осадков, мм             | 88,8  | 82,9  | 77,6 | 94,3 | 109,7 | 101,7 | 85,1 | 78,1 | 103,1 | 105,2 | 107,1 | 103,9 | 1137,6 |
| Источник:                     |       |       |      |      |       |       |      |      |       |       |       |       |        |

## Транспорт
Имеются виды общественного транспорта
- Безансонский автобус.
- Безансонский трамвай
  - 1897-1952.
  - (с 30 августа 2014 года)[6] движение.
- 1887-1897 - работал конный омнибус.

## СМИ
- Радио BIP (radio BIP)
- Радио Sud (radio sud)
- RCF (radio chrétienne de France)
- Радио Campus (radio Campus)
- Радио Shamom (radio Shalom)
- Радио Plein Air (radio Plein Air)
- France Bleu

- France 3

- MaCommune.info
- La Presse du Doubs
- L’Est Républicain

## Достопримечательности

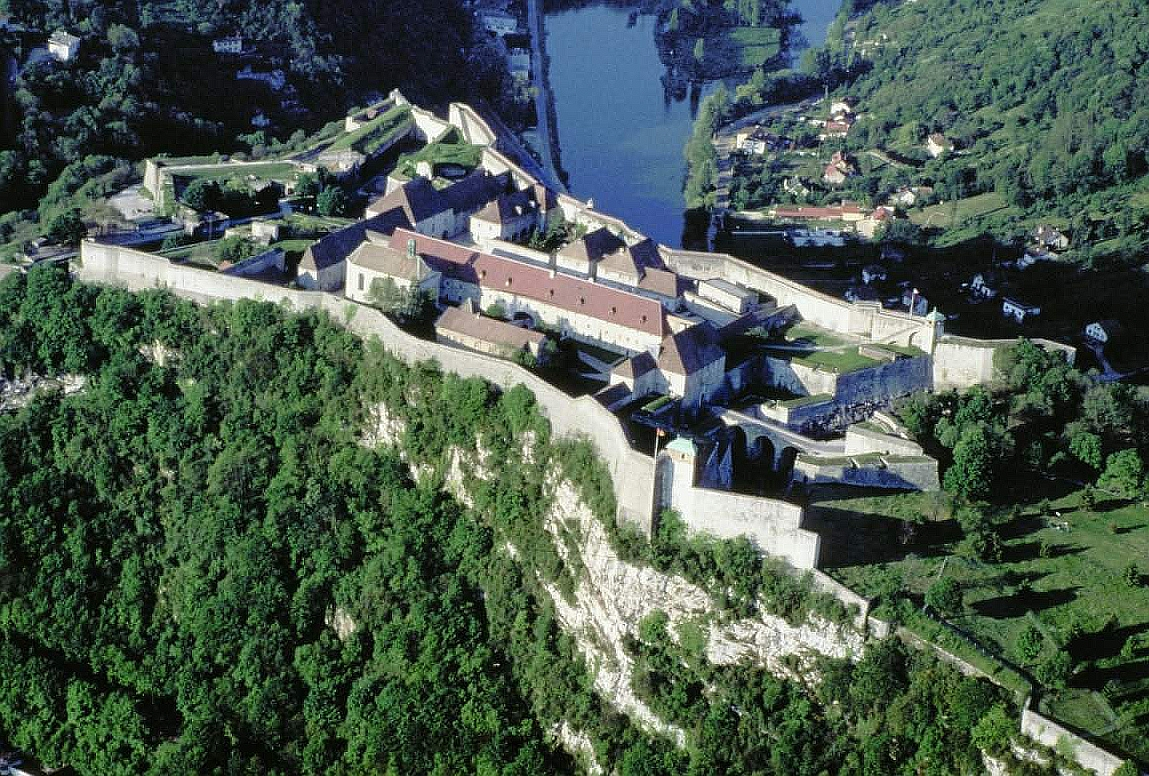
Безансонская крепость

- Безансонская крепость, спроектированная Вобаном. Включает в себя цитадель, городские стены и форт Гриффон. В 2008 году эти укрепления были объявлены ЮНЕСКО памятниками Всемирного наследия в числе 12 укреплений Вобана.
- Древнеримские руины: Чёрные ворота, амфитеатр, акведук, фрагменты античного моста
- Собор Сен-Жан строился в XI—XIII вв., но был основательно перестроен в XVIII веке.
- Особняк кардинала Гранвелы (1534-40)
- Музеи, аквариумы, зоопарк
  - Музей времени
  - Музей «Движение Сопротивления во Франции и депортация» в цитадели Вобана
  - Музей традиций Франш-Конте
  - Музей естествознания: зоопарк, аквариум, инсектарий, «мышариум»[7], климатология.
- Бальнеологический курорт
- Синагога Безансона
- Церковь Святой Магдалины

## Города-побратимы
- Тверь (Россия)
- Фрайбург (Германия)
- Куопио (Финляндия)
- Хаддерсфилд (Великобритания)
- Бельско-Бяла (Польша)
- Невшатель (Швейцария)
- Бистрица (Румыния)
- Павия (Италия)
- Хадера (Израиль)
- Дурула[фр.] (Буркина-Фасо)
- Ман (Кот-д’Ивуар)
- Шарлотсвилл, Виргиния (США)

## Фотогалерея

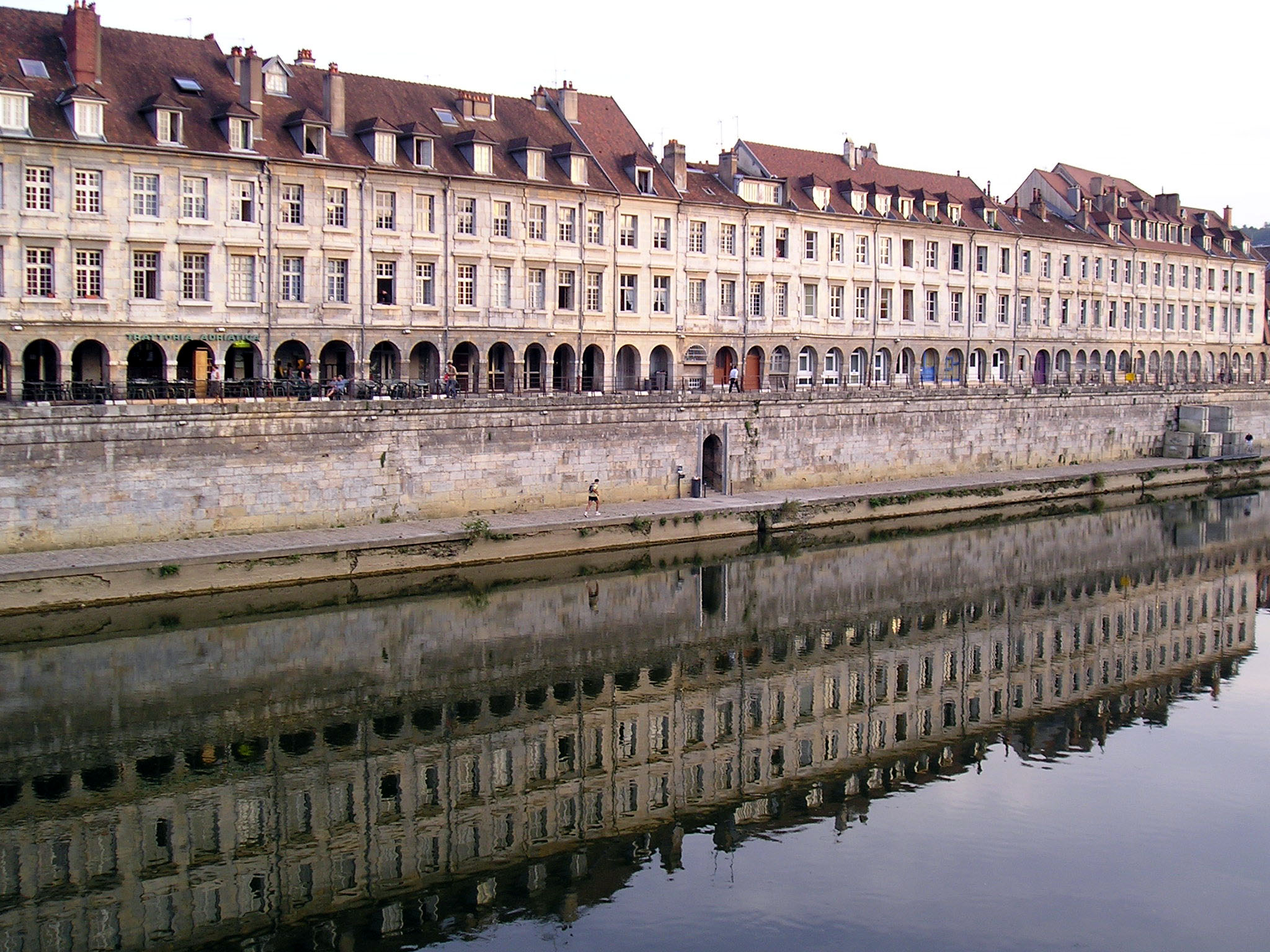
Набережная Вобана
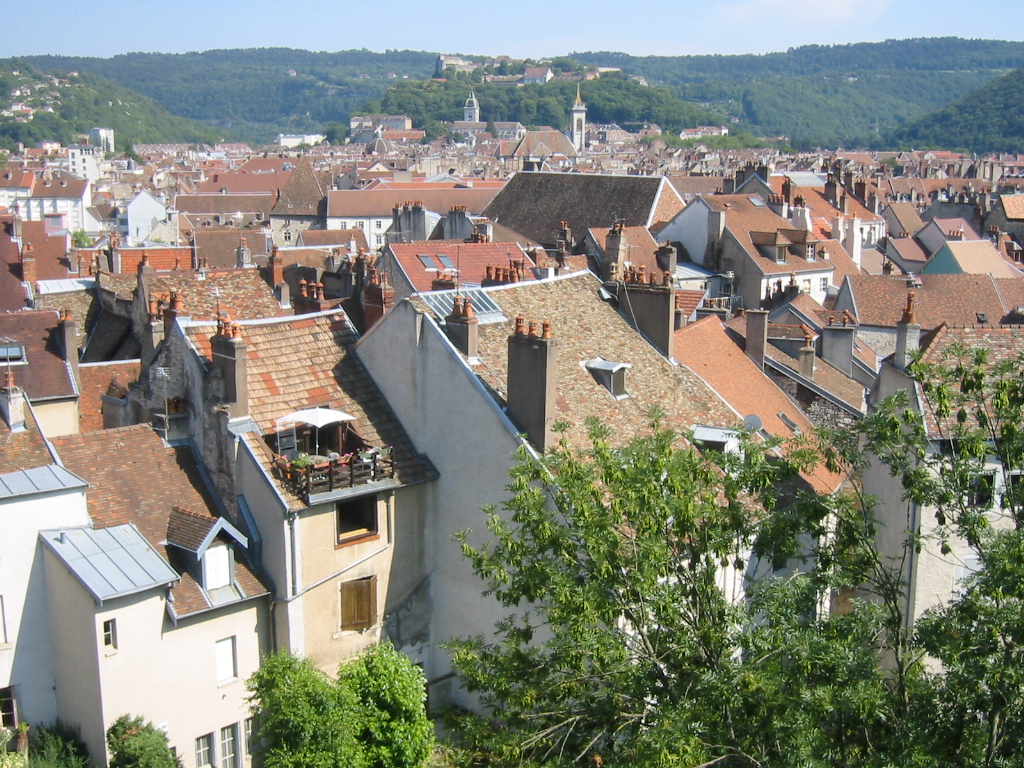
Крыши старого Безансона
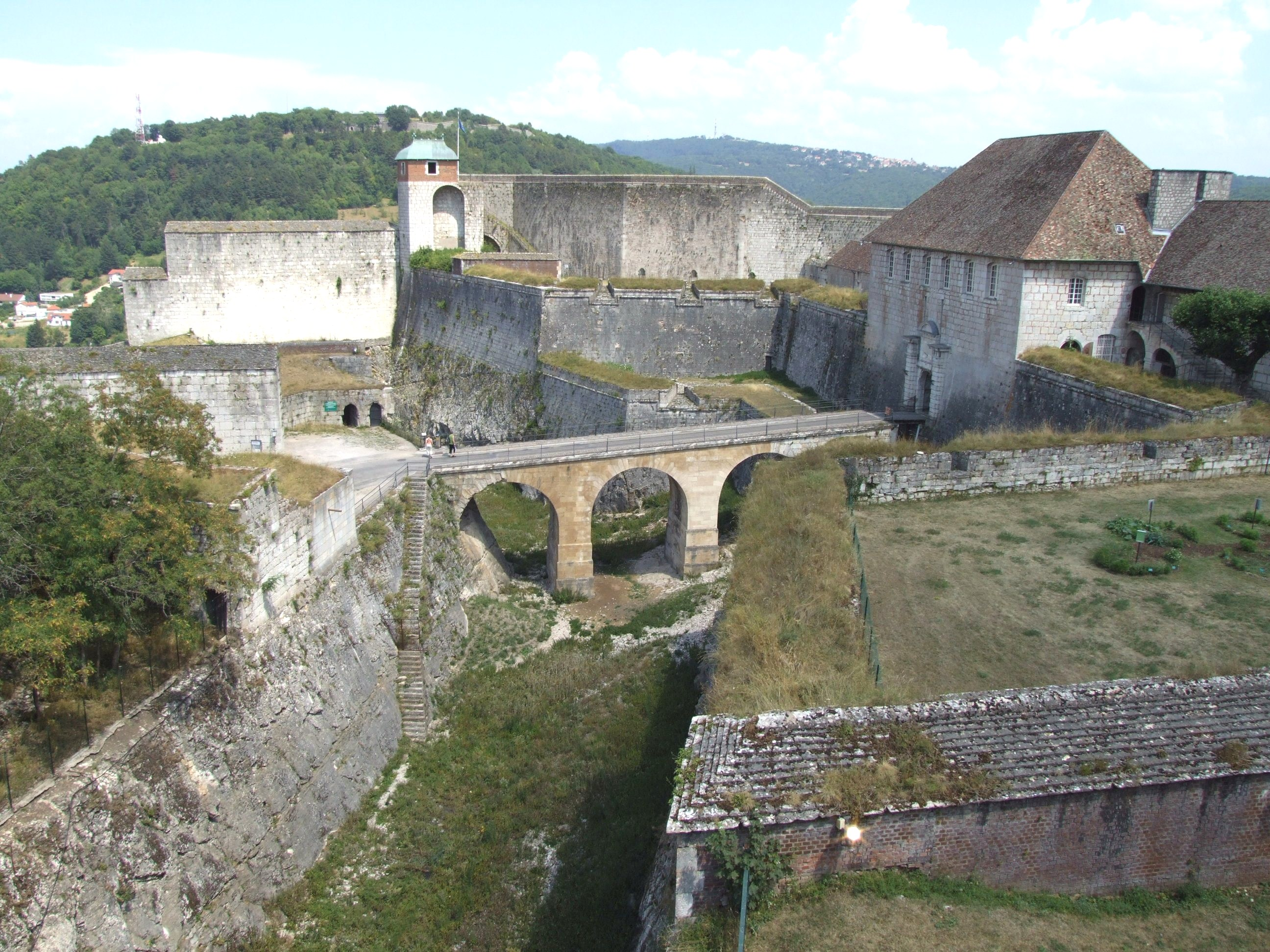
В Безансонской крепости